# Felix Salzer
Felix Salzer (Vienna, 13 giugno 1904 – 12 agosto 1986) è stato un musicologo, teorico musicale e pedagogo austriaco naturalizzato statunitense.
Fu uno dei principali seguaci di Heinrich Schenker sviluppando e spiegando l'analisi schenkeriana dopo la morte dell'autore.

## Biografia
Figlio del medico Max Salzer e Hélène Wittgenstein (figlia di Karl Wittgenstein) studiò musicologia con Guido Adler all'Università di Vienna, ottenendo un dottorato nel 1926 con una tesi sulla forma sonata nelle composizioni di Franz Schubert. Allo stesso tempo studiò teoria musicale e analisi con Heinrich Schenker e Hans Weisse. Nel 1939 emigrò negli Stati Uniti e divenne cittadino statunitense nel 1945. Negli Stati Uniti insegnò in diverse scuole, tra cui il Mannes College of Music, e il Queens College della City University of New York.
I suoi contributi alla teoria schenkeriana furono duplici: in primo luogo, portò le idee di Schenker all'attenzione dei teorici musicali e musicologi americani, e in secondo luogo, applicò la tecnica analitica alla musica al di fuori di quella detta dell'epoca dell'armonia tonale, a cui Schenker aveva lavorato esclusivamente, estendendola in particolare alla musica del Rinascimento, del Medioevo, e un po' anche a quella del XX secolo. I teorici successivi applicarono le tecniche schenkeriana anche alla musica popolare.
Alcuni dei parametri specifici che Salzer applicò alla teoria schenkeriana coinvolgono aspetti sulla conduzione delle voci e la differenziazione degli accordi in due categorie, ovvero quelli con funzione strutturale e quelli con funzione contrappuntistica.
Fra le sue opere preminenti: Structural Hearing (1952 e 1962), Counterpoint in Composition: The Study of Voice Leading (con Carl Schachter, 1969), ed il periodico The Music Forum (dal 1967).
Salzer sposò Hedwig Lindtberg (sorella di Leopold Lindtberg) nel 1939 ma non ebbero figli.